# ほのぼのSUN-IN

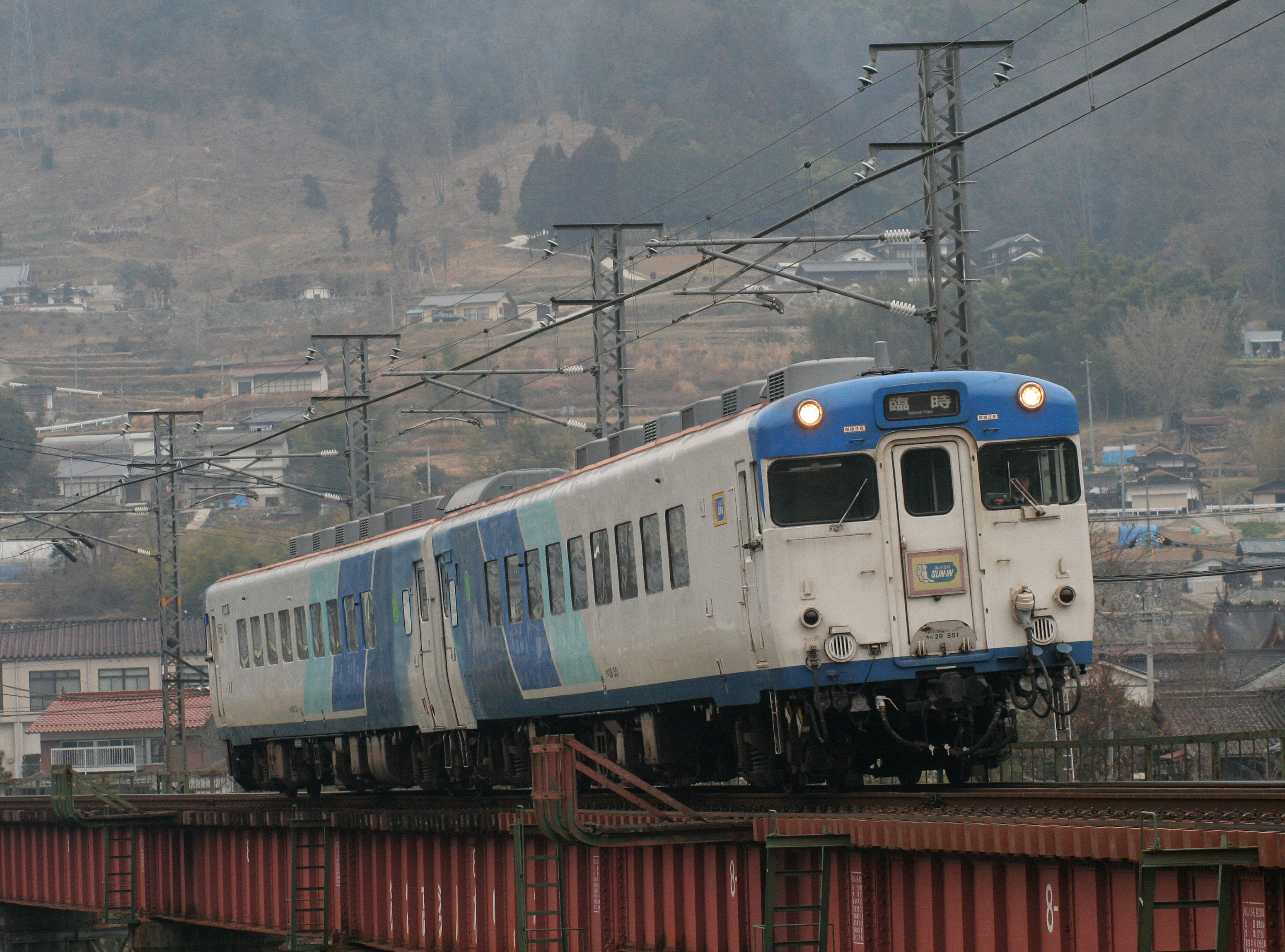
ほのぼのSUN-IN。手前がキロ29 551、奥がキロ59 551（木野山 - 備中川面、2009年1月18日）

ほのぼのSUN-IN（ほのぼのさんいん）は、西日本旅客鉄道（JR西日本）が1987年（昭和62年）から2009年（平成21年）まで保有していた鉄道車両（気動車）で、ジョイフルトレインと呼ばれる車両の一種である。

## 概要
JR西日本米子支社では国鉄から承継した和式気動車「ふれあいSUN-IN」を保有していたが、これに続く2本目の和式気動車として1987年に落成した。基本構造は「ふれあいSUN-IN」に準じており、キハ58系気動車を改造し、和室を主体としつつ洋間をも設けている。改造工事は後藤車両所により実施されている。

## 編成

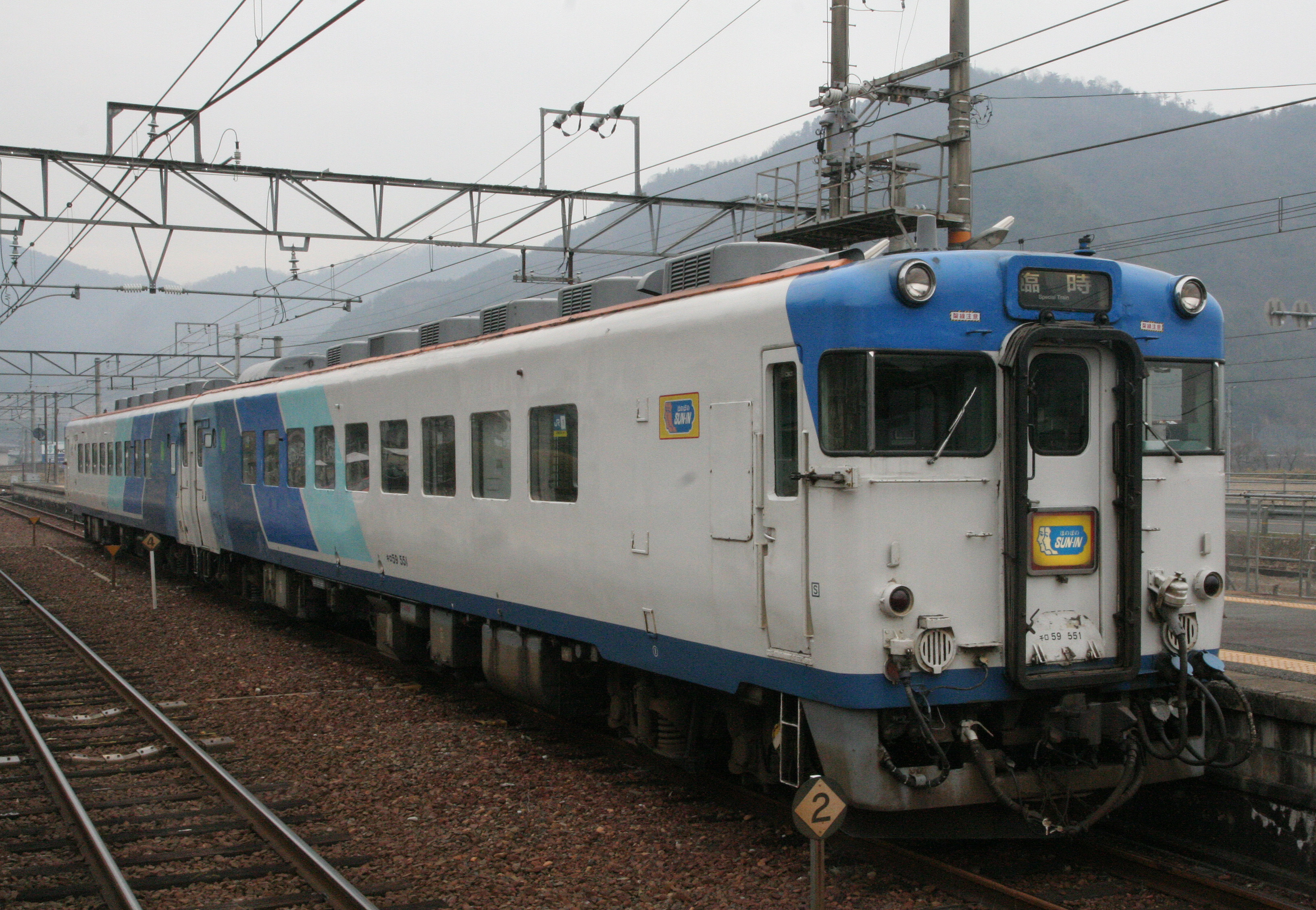
キロ59 551 + キロ29 551（豪渓、2009年1月18日）

以下の2両編成で構成される。車両番号の横の（ ）内は旧車両番号。2両とも定員は36名で、グリーン車扱いである。
- キロ29 551（キハ28 2453）
- キロ59 551（キハ58 1129）

## 構造

### 車体
車体側面では前位の出入口扉と戸袋窓、最後部の客室窓1枚がふさがれている。これにより出入口は後方の1か所のみとなっている。
車体の地色は白色とし、側面後部にJR西日本のコーポレートカラーである青色の濃淡3色の斜めストライプを入れている。最後部の連結面寄りのストライプの塗り分けはぼかし仕上げとなっている。また車体裾と前面窓上も青色に塗装されている。
先頭部の貫通扉の窓下にヘッドサインを設置している。キロ59 551は改造種車が後期製造のモデルチェンジ車であるため、運転室前面窓が側面まで回りこんだパノラミックウインドウで、前面下部にスカートが付いている。

### 車内
運転室寄りの車端部を除き、一端に通路を設けた畳敷きの和室となっている。
客室の最前部（運転室側車端部）には洋間を設けている。洋間は絨毯敷きとし、ソファとテーブルを設置している。「ふれあいSUN-IN」に比べて洋間の面積は縮小された。また「ふれあいSUN-IN」では和室と洋間の間には仕切りを設けていなかったが、「ほのぼのSUN-IN」では間にスライドドアを設け、和室と洋間を完全に仕切ることができるようにしている。
天井は木目化粧板に張り替え、蛍光灯は従来の取り付け位置のままグローブ付きに変更している。窓の日よけは従来のロールアップカーテンに代わり、和室部分では横引き式の障子が、洋間部分では横引きカーテンが取り付けられた。
客室最後部には床の間を設け、ここにカラオケ機器、ビデオ、モニターテレビを設置している。床の間と便所・洗面所の間には冷蔵ケースを設置している。洋間と運転室の間には更衣室と物置を設けている。
また、キロ29 551では洗面所が撤去され、男子用小便所が設けられた。

### 台車・機器
台車・走行機器は変更されておらず、従来のDT22C形台車（キロ29形の付随台車は同系列のTR51C形台車）、DMH17Hエンジンのままである。冷房装置・冷房電源も従来のAU13A形分散式冷房装置・4VK発電用エンジン・DM83形発電機のままであるが、最後部の冷房装置1台が撤去された。

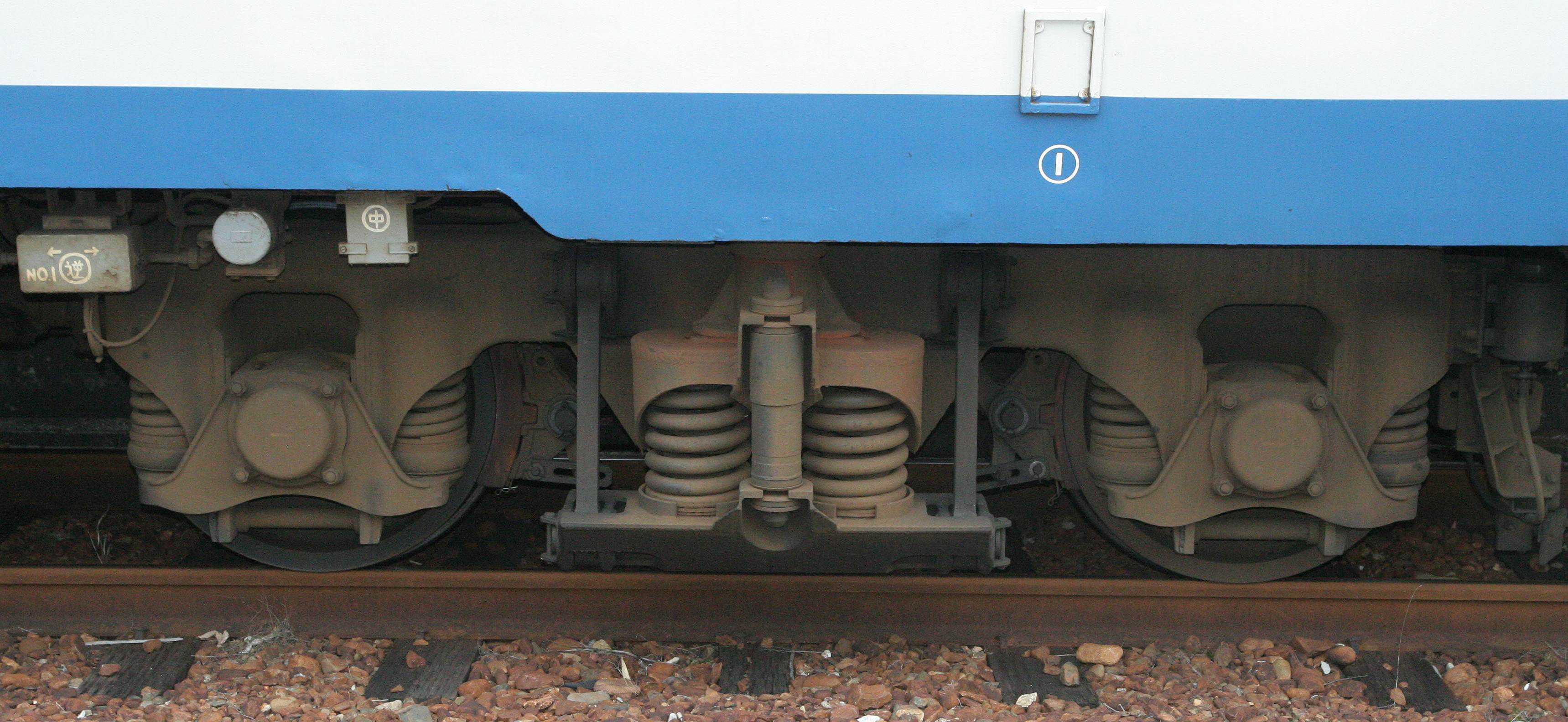
DT22C形台車（豪渓、2009年1月18日）
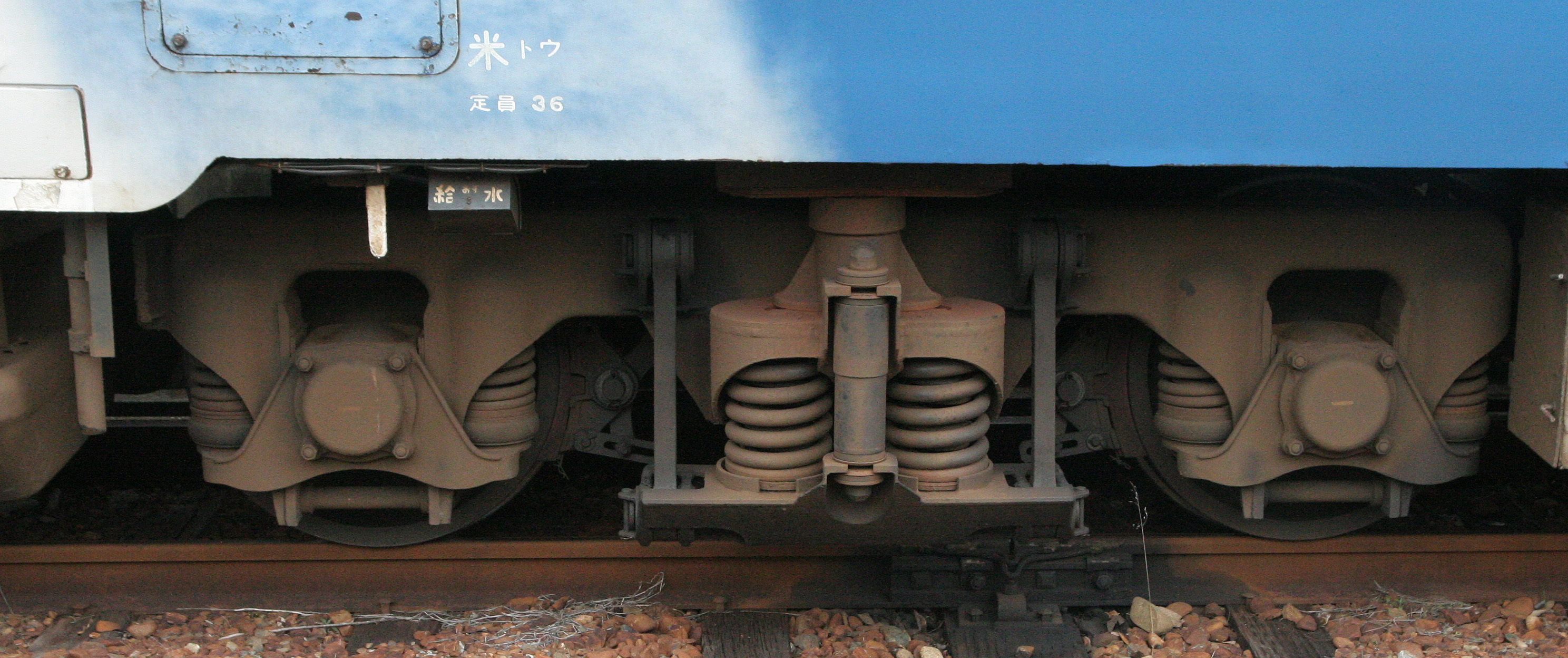
TR51B形台車（豪渓、2009年1月18日）
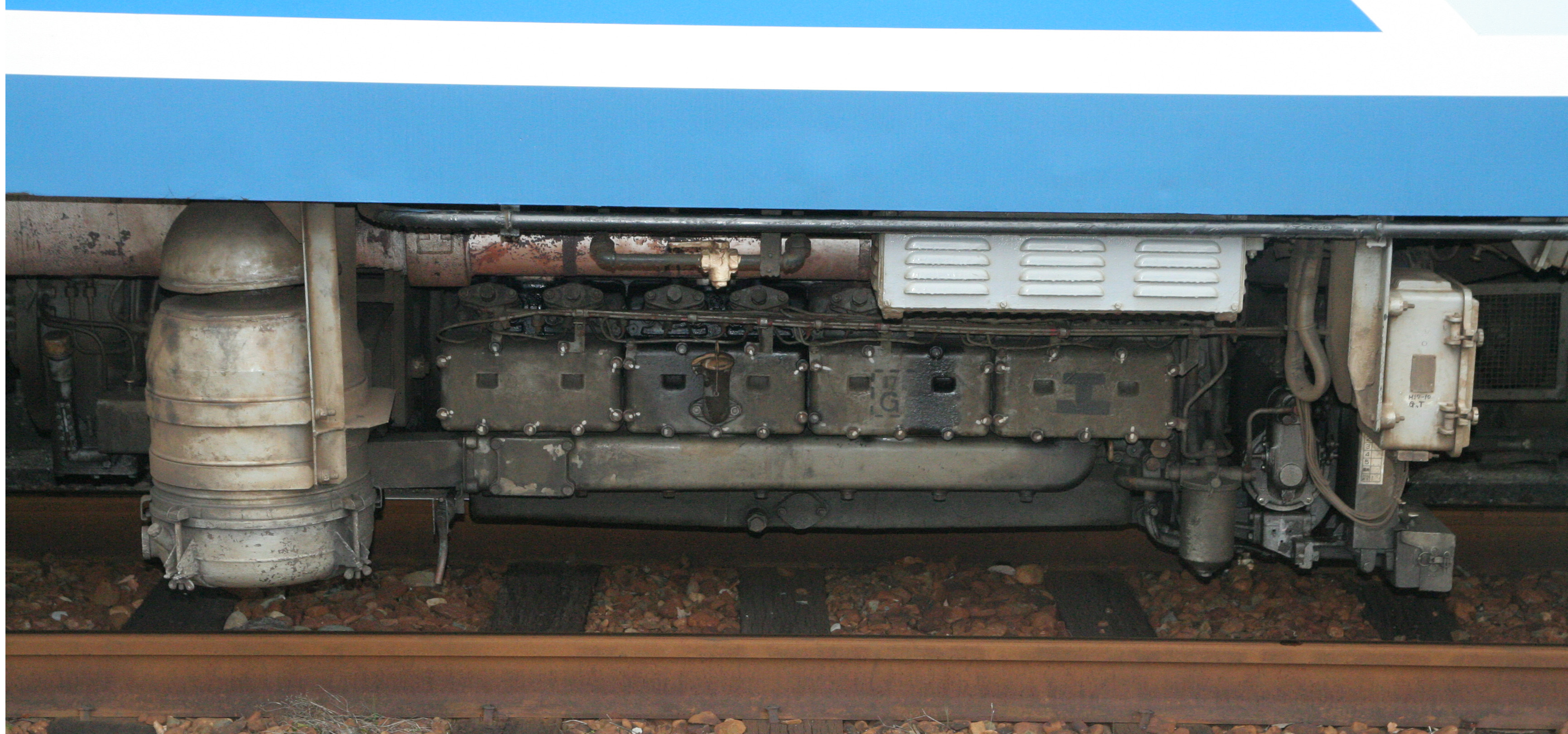
DMH17Hディーゼルエンジン(180ps/1,500rpm)（豪渓、2009年1月18日））

## 運用
落成後、後藤総合車両所に配置され、1987年（昭和62年）11月1日より営業運行を開始した。単独での運用のほか、「ふれあいSUN-IN」と併結して運行されることもあった。
2007年（平成19年）7月6日に「ふれあいSUN-IN」のキロ59 506とキロ29 503が廃車となったのち、残ったキロ59 505と編成を組んで運用されていたが、2008年（平成20年）7月にキロ59 505が検査期限切れとなり、その後は単独での2両編成もしくは、キハ47形気動車を1両連結しての3両編成で運用されていた。
老朽化のため、2009年10月から11月にかけての土日に運転された「ありがとうお座敷ほのぼのSUN-IN」と、11月28日 - 29日に運転された「さよならお座敷ほのぼのSUN-IN」での運用をもって引退した。